# Corel Painter
Corel Painter est un logiciel créé en 1990 par Mark Zimmer, John Derry, Tom Hedges pour Macintosh sous le nom de Fractal Painter au sein de la compagnie Fractal Design (en). Celle-ci, créée en 1985, deviendra en 1997 MetaCreations (en).
En 1990, Mark Zimmer, qui écrira par la suite Painter, finit son premier algorithme de « peinture naturelle ».
En 2001, les développeurs sont engagés par Corel, en 2003 le produit pris le nom de Procreate Painter 7 et en 2004, Corel Painter 8.